# Kežmarok (nádraží)
Kežmarok je železniční stanice v podtatranském spišském městě Kežmarok.

## Historie
Stanicí prochází neelektrizovaná železniční trať Poprad-Tatry – Plaveč. Budova byla postavena v secesním stylu v letech 1914 až 1916 jako nejmodernější stavba svého druhu v Horních Uhrách. Původním plánem bylo vést hlavní Košicko-bohumínskou dráhu přes Kežmarok, což se u představitelů města nesetkalo s pochopením. Železnici proto vybudovali přes nedaleký Poprad. Kežmarok se na ni napojil regionální tratí z Popradu přes Veľkou Lomnici 18. prosince 1889.

### Rekonstrukce
V září 2013 byla provedena rekonstrukce stanice. Nástupiště s původní délkou 220 a 150 metrů byla prodloužena. Druhé nástupiště bude upraveno na možnost nastupovat z obou stran. Celkový rozpočet na úpravy byl více než 133 tisíc €. Úprava okolí stanice se zatím neplánuje.

## Provozní informace
Stanice je vybavena systémem iKVC, prodávají se zde vnitrostátní i mezinárodní jízdenky. Objekt stanice je národní kulturní památka od roku 1981.

## Galerie

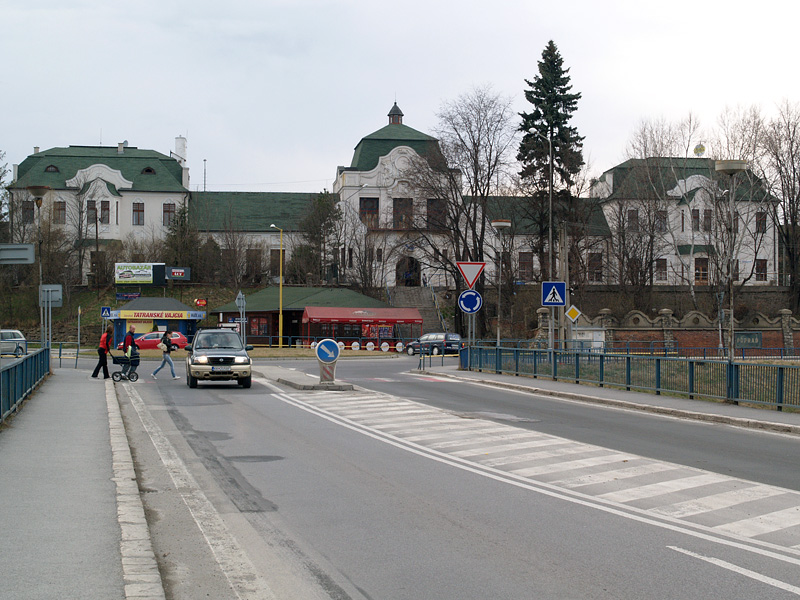
Exteriér stanice
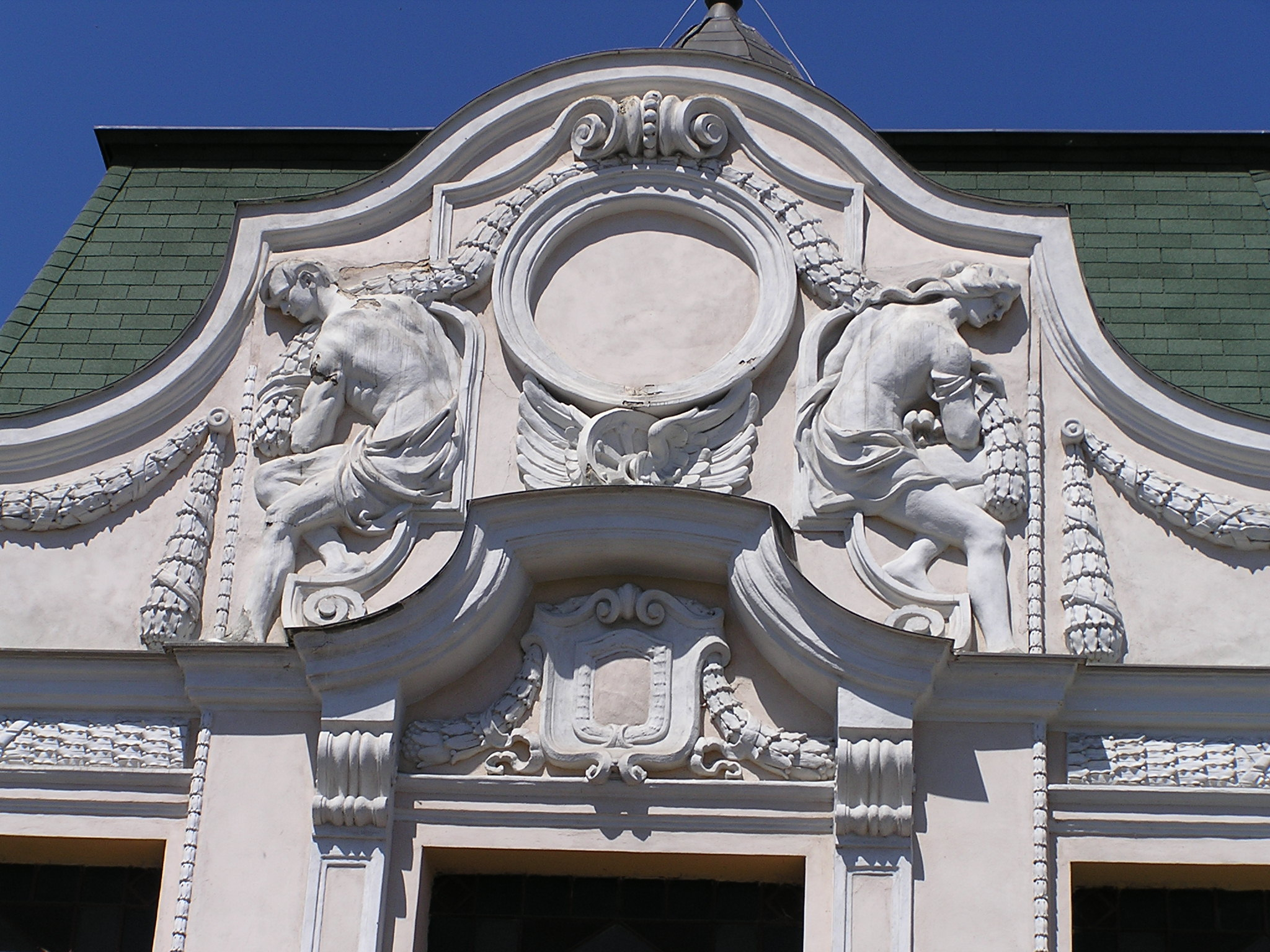
Detail budovy